# Антонищак Андрій Федорович
Антонища́к Андрі́й Фе́дорович (23 червня 1969, Новий Розділ, Львівська область — 27 березня 2024) — український український політик і громадський діяч, український військовослужбовець, полковник Національної гвардії України, учасник російсько-української війни, координатор 1-го батальйону оперативного призначення Національної гвардії України. Народний депутат України VIII скликання, член парламентської фракції партії «Блок Петра Порошенка», член Комітету Верховної Ради з питань податкової та митної політики.

## Освіта
- 1976—1986 — Новороздільська середня школа № 3.
- 1986—1991 — Львівський технікум механічної обробки деревини (технік–технолог меблевого виробництва)
- 2005—2009 — Міжрегіональна академія управління персоналом (спеціаліст за спеціальністю «Управління персоналом та бізнесом»).

## Кар'єра
Трудову діяльність розпочав у 1991 році в МП «Розділ». Працював: ТзОВ «Н. Р. Трейд ЛТД» — комерційний директор; ПП «Владокс» — заступник директора; ПП ТВ «Галм'ясоком» — директор роздрібної торгівлі; приватний підприємець.

## Громадська діяльність
Голова громадської організації «Я — львів'янин», завдяки об'єднанню підприємців вдалось відстояти близько 10 тис. робочих місць[джерело?]. Координатор Всеукраїнської акції «Ні банківському свавіллю», результатом якої було пом'якшення політики банків щодо вкладників.
Юридична приймальна, що була створена ГО «Я — львів'янин», безкоштовно надала сотні консультацій та відстоювала права львів'ян у стосунках з банками. Член громадського об'єднання «Спільнота», заступник голови територіального відділу Всеукраїнського громадського об'єднання «Асоціації платників податків України» у Львівській області, член координаційно-дорадчої ради з питань підприємництва при Львівській обласній державній адміністрації, помічник депутата ЛМР Юрія Кужелюка.
Бере участь у діяльності партії Громадський рух «Народний контроль».
2014 — обраний до Верховної Ради по багатомандатному округу від партії «Блок Порошенка» (№ 39).
2020 рік — служить в Національній Гвардії України. Старший офіцер планування та застосування військ в охоронних заходах.

## Особисте життя
Був одружений, мав двох дітей.
11 серпня 2017 року у Кам'янка-Бузькому районі Львівської області поліція зупинила автомобіль, яким у нетверезому стані керував Андрій Антонищак. Він відмовився проходити експертизу на алкотестері, а його алкогольне сп'яніння підтвердили два свідки. 28 листопада Миколаївський районний суд Львівської області постановив закрити справу за закінченням строку накладення адміністративного стягнення.

## Смерть
Помер 27 березня 2024 року через проблеми зі здоров'ям. Антонищак був поранений у ході Російсько-української війни, був звільнений у тил із підірваним здоров'ям.

## Нагороди
- Медаль «За військову службу Україні» (29 вересня 2014) — за особисту мужність і героїзм, виявлені у захисті державного суверенітету та територіальної цілісності України.[10]
- Орден Богдана Хмельницького ІІІ ступеня (22 серпня 2016 року) - з нагоди 25-ї річниці незалежності України як учасника антитерористичної операції.[11]
- Орден Богдана Хмельницького ІІ ступеня (27 грудня 2022 року) -  за особисту мужність і самовідданість, виявлені у захисті державного суверенітету та територіальної цілісності України, вірність військовій присязі, сумлінне та бездоганне служіння Українському народові.[12]